# اوواتانا (مینه‌سوتا)
اوواتانا، مینه‌سوتا (به انگلیسی: Owatonna, Minnesota) یک شهر در ایالات متحده آمریکا است که در شهرستان استیل واقع شده‌است.

## خصوصیات
اوواتانا ۳۷٫۸۷ کیلومترمربع مساحت و ۲۵٬۵۹۹ نفر جمعیت دارد و ۳۵۱ متر بالاتر از سطح دریا واقع شده‌است.